# Johann Patkul
Johan Reinold Patkul, född 27 juli 1660 i Stockholm, död 30 september 1707, var en livländsk adelsman, politiker och militär. Han var först i svensk tjänst men dömdes till döden och flydde landet. Han var senare i polsk/sachsisk och rysk tjänst under stora nordiska kriget innan han åter föll i svenskarnas händer och avrättades.

## Biografi
Patkul kom från en livländsk adelssläkt. En av hans släktingar var karolinen Georg Reinhold Patkul (1657–1723), som utmärkte sig vid flera tillfällen under det stora nordiska kriget, blev generalmajor 1710 samt upphöjdes till friherre 1716, men som barnlös själv slöt sin ätt.
Johan Reinold Patkul var född i fängelse. Hans far blev nämligen år 1658 förd till Stockholm och tagen i fängsligt förvar såsom misstänkt för att under kriget mot Polen ha stått i landsförrädiska förbindelser med fienden. Följande år kom den anklagades maka över till Sverige för att dela mannens fångenskap. I fängelset födde hon år 1660 sonen Johan Reinhold. Samma år blev hennes make benådad och fick återvända till Livland. Där växte Patkul upp och gjorde sig snart känd som ovanligt begåvad och energisk men på samma gång som en rå och brutal natur. Sina underhavande pryglade och misshandlade han, såväl män som kvinnor. En ursinnig lust att slå visade han också mot soldaterna på sitt kompani. Han kunde piska dem "blodiga och lama, så att de måste bäras halvdöda till läkaren".
Med tiden blev Patkul en av ledarna för den livländska adeln som motsatte sig Karl XI:s reduktion i Livland. År 1690 utsågs han att inför Karl XI själv representera sina ståndsbröder i denna stridsfråga. När Patkul återkommit hem började han egga upp adelsmännen. Han kämpade för att Livland skulle få en så självständig ställning som möjligt inom det svenska riket. Av denna anledning blev han år 1693 kallad till Stockholm att stå till svars för sina "ilskefulla och upproriska tankar". Hans metoder väckte den svenska regeringens vrede, och Patkul jämte andra ledande livländare ställdes i mars 1694 inför rätta i Stockholm. Under rättegången ansökte han om nåd. Då ansökan avslagits, flydde Patkul från Stockholm. Några veckor därefter, i december 1694, dömdes Patkul "att mista högra handen samt ära, lif och gods", och hans "arga skrifter skulle af bödeln brännas". Tre av hans medanklagade, Leonhard von Budberg, Johan Albrecht von Mengden och Otto Friedrich von Vietinghoff, dömdes också till döden men fick straffen sänkta till sex års fängelse på fästning.

### I kung Augusts tjänst
Patkul spelade senare en viktig roll i de hemliga förbund som slöts mellan Danmark, Sachsen och Ryssland, vilka ledde till den koalition som år 1700 förklarade Sverige krig (se stora nordiska kriget). Han var mycket god vän med den skånske adelsmannen Knud Thott som var danskt gehejmeråd. Sedan 1660-talet hade Patkulls och de skånska familjerna Thott och Krabbe arbetat tätt tillsammans, i svenska riksdagen och senare för att Skåne och Livland skulle bli fria från svenskarna. Framförallt förbundet mellan Sachsen och Ryssland den 11 november 1699 var hans verk. För detta blev han än mer hatad i Sverige, och stora ansträngningar gjordes för att infånga honom – dock utan att lyckas. Patkul hade gjort upp med Polens kung, August den starke, om att Livland efter segern mot Sverige skulle få en rätt självständig position under kung August. Patkul blev efter en tid osams med August och övergick efter 1701 års misslyckade fälttåg i rysk tjänst.

### I tsar Peters tjänst
I Ryssland arbetade Patkul för Peter den store med att organisera det ryska försvarsväsendet, samt med att anskaffa hantverkare, ingenjörer och officerare från utlandet. Han användes flitigt i diplomatiska uppdrag och utnämndes 1703 till tsarens envoyé extraordinaire vid polska och kejserliga hoven samt därtill geheimeråd och generalmajor. En huvuduppgift för hans diplomatiska ansträngningar var att förmå Brandenburg-Preussen till inträde i förbundet mot Sverige, men trots de frikostiga löftena om vinst på Polens bekostnad vågade man i Berlin inte följa uppfordringarna. Likaså misslyckades Patkul, när han som generallöjtnant och chef för de åt August lämnade ryska hjälptrupperna på hösten 1704 skulle erövra staden Posen från svenskarna. Med sitt ryska infanteri drog sig Patkul därefter till Sachsen, där han tillbringade det följande året, skarpt kritiserande Augusts krig och politik.

### Avrättning
August lät den 20 december 1705 häkta Patkul. Vid freden i Altranstädt 1706 bestämdes att Patkul skulle utlämnas till svenskarna. Karl XII beslutade att den gamla dödsdomen skulle verkställas. Dödsstraffet skärptes nu till att Patkul skulle rådbråkas och huggas sönder i fyra stycken. En detaljerad beskrivning av Patkulls sista dagar och av själva avrättningen finns tillgänglig. Skriften författades av Patkuls själasörjare.
Patkul blev på morgonen den 10 oktober 1707 i den lilla polska byn Kazimierz Biskupi levande rådbråkad samt därefter halshuggen och steglad. En karolin, rustmästare Biörck, beskrev Patkul på följande vis: "Han var en gammal herre, tjock och fet, röda kläder skamererade med gull. Då han exekverades [avrättades] vart han utsträckt liksom på en lave, barbent, i bara skjortan med byxor på sig."
Avrättningen blev brutal. För rådbråkningen hade man bara tillgång till ett gammalt, obeslaget hjul som inte klarade av att ge tillräckligt hårda stötar, och den polack som agerade bödel var oerfaren. Patkuls själasörjare, som var ögonvittne till avrättningen, uppgav efteråt: "Då högra armen krossades, för vilket ej mindre än tre slag behövdes, skrek Patkul väl något, men ropade därvid alltid Jesu namn, till dess båda armarna och benen voro krossade under hjulet. Inalles fick han femton stötar." Den kapten som förde befälet vid förrättningen ropade till bödeln att rikta stötarna mot bröstet. Men då Patkul var ovanligt kraftigt byggd och även överviktig stod han emot även de hårdaste stötar, och hjulet gled ned utan att krossa bröstkorgen. Patkul vädjade till kaptenen: "Käre, huvudet av! Huvudet av!" Då löste man hans fjättrar, varpå han släpade sig själv till stupstocken och lade sitt huvud på den. Bödeln var dock så oskicklig och upprörd att han först efter tre hugg kunde skilja den döendes huvud från bålen. Efter halshuggningen styckades kroppen i fyra delar och lades på stegel.
Josias Cederhielm berättade i ett brev om avrättningen: "Patkul har berett sig väl till döden, gått därtill frimodigt, och omskönt han vid krossningen mäkta skriat, så att man måst så länge röra trumman, har han likväl sedan själv hjälpt till att vända sig om och lämnat sine anhörige ett vackert testamente."